# Долгоруков, Алексей Григорьевич Чертёнок
Князь Алексе́й Григо́рьевич Долгору́ков по прозванию Чертёнок († 01 июля 1646) — сын боярский, голова и воевода.
Младший сын воеводы, князя Григория Ивановича Чёрта Долгорукова.
Свояк царя Василия Ивановича Шуйского, оба женаты на родных сестрах — княжнах Пелагее и Марии Петровнах Буйносовых-Ростовских. Имел брата: московского дворянина и воеводу, князя Василия Григорьевича.

## Биография
Послан в Брянск разбирать дворян и детей боярских: брянчан, стародубцев, почепчев и рославцев (1592). Дворянин московский, подписался в грамоте на избрание в цари Бориса Годунова (01 августа 1598). В 1601 году прислан на замену заболевшему князю Н. А. Львову в объезжие головы на Москве: «от Неглинны по Покровскую улицу». В 1604 году назначен воеводой в Михайлов, вместо князя Бориса Приимкова-Ростовского.
Лжедмитрий I из Путивля в Москву, распределяя воевод, назначил его вторым воеводой Передового полка (май 1605). Воевода в Серпухове (1606).
Участвовал в борьбе с польско-литовскими интервентами и сторонниками Лжедмитрия II, в 1607 году отбил у мятежников город Дедилов. В 1608 году воевода в Коломне. Подписался на грамоте Дмитрия Михайловича Пожарского идти обывателям на помощь Москве (1612).
В 1614 году назначен царём Михаилом Фёдоровичем воеводой в Калуге. На случай обороны Москвы назначен воеводой от Тверских ворот до Неглинной (1616). При встрече персидских послов князь Алексей Григорьевич просил чтоб его имя и имя выше записанного родственника Д. И. Долгорукова указывали без мест (1617). При сближении королевича Владислава заведовал обороной Алексеевской башни (1618). В 1621-1623 годах находился на воеводстве в Брянске. При заступлении на должность, у него возник конфликт с городовыми дворянами, привыкшие к вольготной жизни и производства контрабанды, которую переправляли в Польшу. В 1624-1625 годах воевода в Свияжске. Указано послать его в Казань для сыску про бояр Семёна Головина и воеводы Перфилия Ивановича Секирина (01 июля 1626). Исполнял дворцовые службы (1617—1634).
Владел поместьем в Московском уезде.
Скончался и похоронен в Московском Богоявленском монастыре († 01 июля 1646).

## Семья
Жена: княжна Пелагея Петровна урождённая Буйносова-Ростовская (ок. 1580—1659) — дочь князя Петра Ивановича Буйносова-Ростовского, перед смертью приняла схиму с именем Прасковья, погребена в Московском Богоявленском соборе (см. Критика).
Дети:
- Юрий Алексеевич Долгоруков (ок. 1606—1682) — русский военачальник, боярин и воевода,
- Дмитрий Алексеевич Долгоруков (ок. 1612—1673) — стольник, окольничий и воевода,
- Пётр Алексеевич Долгоруков (ок. 1616—1669) — стольник и окольничий.
- Степанида Алексеевна — упомянута по духовному завещанию отца.

## Критика
По современным изысканиям, жена князя Алексея Григорьевича Долгорукова, являлась, дочь Петра Ивановича Мижуева, а между тем в «Российской родословной книге» П. В. Долгорукова, она дочь князя Петра Ивановича Буйносова-Ростовского. Если она действительно является дочерью князя П. И. Буйносава-Ростовского, то следовательно князь Алексей Григорьевич Долгоруков, князь Иван Михайлович Воротынский и царь Василий IV Иванович Шуйский, были женаты на родных сёстрах, и весьма странно, что ни князь Алексей Григорьевич, ни его жена, не принимают никакого участия в церемонии свадьбы её сестры с царём, тогда как Иван Михайлович Воротынский исполнял высокую должность конюшего, да тут же участвовали и некоторые из других князей Долгоруковых.
Год смерти князя Алексея Григорьевича, в Древней Российской вивлиофике показан († 1644).
Год смерти жены князя Алексея Григорьевича у генеалога Г. А. Власьева — указан († 21 февраля 1654), похоронена рядом с мужем.